# Θ

Zeta en una letra capital del Etymologicum Magnum (1499).

Zeta (según la RAE desde 2001) o theta (en mayúscula Θ, en minúscula θ [cursiva ϑ]; llamada en griego antiguo θῆτα thêta /tʰɛ̂ː.ta/, en griego moderno θήτα thíta /ˈθi.ta/) es la octava letra del alfabeto griego. Su pronunciación en griego antiguo era la de una t aspirada (AFI [tʰ]), que los romanos transliteraron como "th" en palabras de origen griego tales como theatrum, thalamus, thermae y Thales (palabras que luego pasaron al castellano como teatro, tálamo, termas, Tales). En griego moderno representa una fricativa dental sorda [θ], como la z del español no seseante, por ejemplo, μυζήθρα se transcribe como mizithra aunque se pronuncia aproximadamente "midsizra".
Hasta su diccionario de 1992, la Real Academia Española denominaba theta a θ y zeta a ζ; en la edición de 2001, como zeta (Θ, θ) y dseta (Ζ, ζ), que se mantuvieron en posteriores publicaciones. También era llamada teta en obras antiguas como en el Tesoro de la lengua castellana o española de Sebastián de Covarrubias de 1611.
En el sistema de numeración griega tiene un valor de 9 (Θ΄).

## Historia

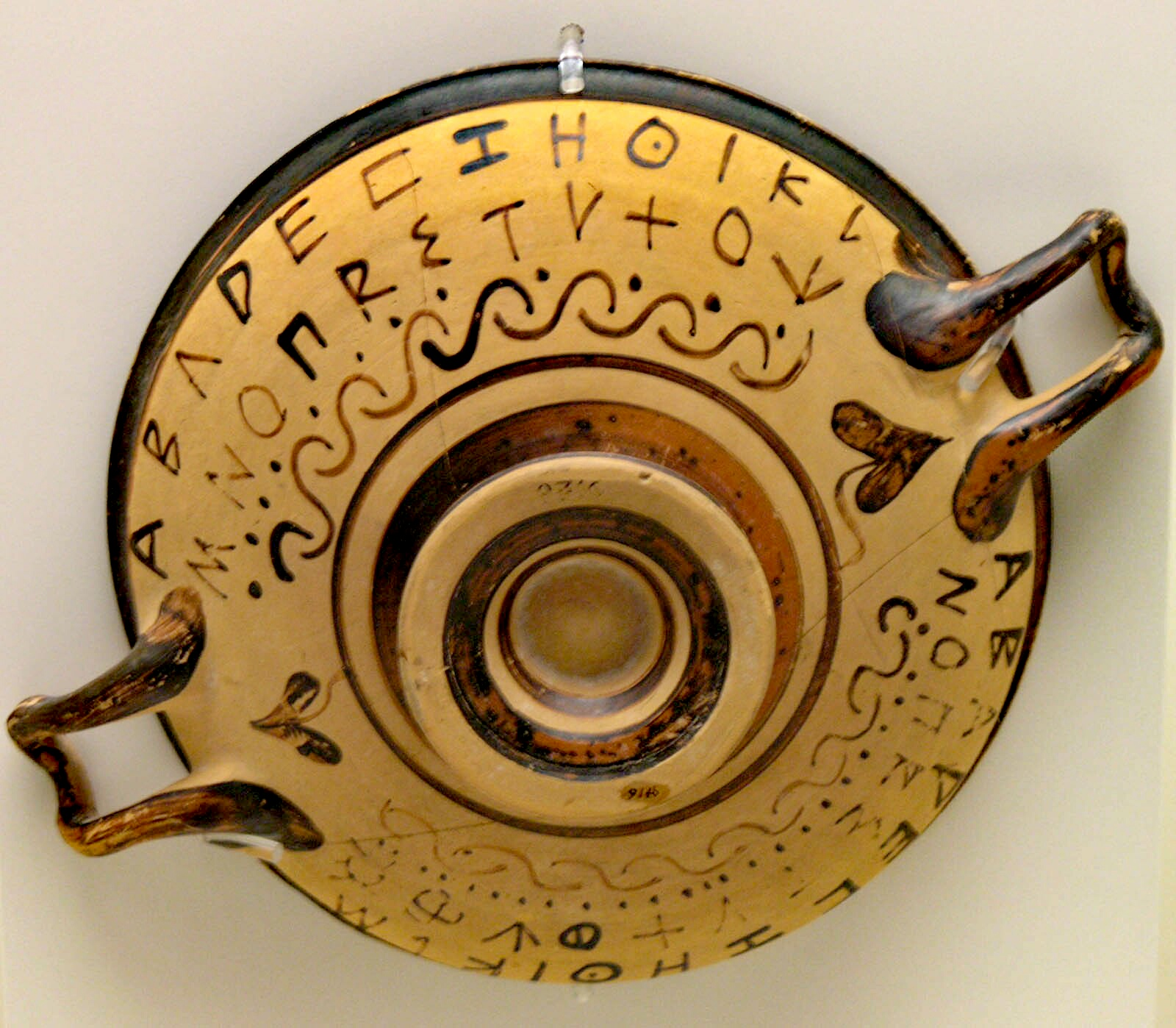
Abecedario en un recipiente de figuras negras con una theta de punto en círculo

En su forma arcaica, θ se escribía como una cruz dentro de un círculo (como en el etrusco  o ) y más tarde, como una línea o un punto dentro de un círculo (o). Signos que recuerdan a las formas arcaicas cruzadas de theta se pueden ver en las letras con forma de rueda del Linear A y el Linear B.

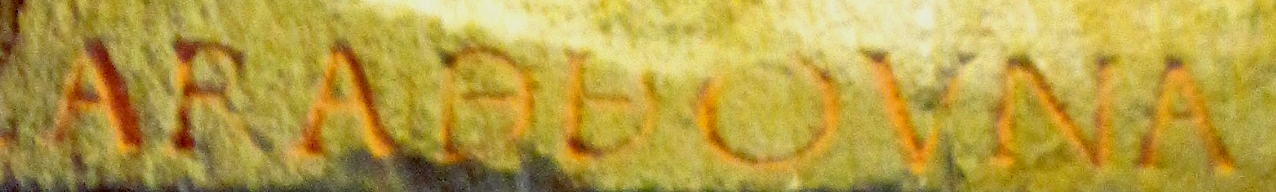
El nombre ARAÐÐOVNA en una lápida gala

En la escritura latina utilizada para el idioma galo, theta inspiró la tau gallicum (). Se cree que el valor fonético de la tau gallicum podría haber sido [t͡s].

### Variantes epigráficas
En las fuentes epigráficas arcaicas aparecen las siguientes variantes:

## Uso
En griego antiguo, la θ representaba la oclusiva dental sorda aspirada /t̪ʰ/, pero en griego moderno representa la fricativa dental sorda /θ/.

### Cirílico
La letra cirílica fita (Ѳ, ѳ) se desarrolló a partir de la theta griega. Esta letra existió en el alfabeto ruso hasta la reforma ortográfica rusa de 1918 que la suprimió porque su sonido se había fusionado con el de ef (Ф). Un ejemplo de esto es el nombre de la ciudad crimea de Feodosia (Феодосия) que fue fundada por griegos con el nombre de Theodosia (Θεοδοσία).

### Alfabeto Fonético Internacional
En el Alfabeto Fonético Internacional (IPA), [θ] representa la fricativa dental sorda, como en el castellano de España zapato o el inglés thin. No se debe confundir con la consonante en el inglés the, que es una fricativa dental sonora. Un símbolo de aspecto similar, [ɵ], que se describe como una O minúscula barrada, indica en el IPA una vocal central redondeada de medio cerrado.

## Simbolismo

### Antiguo

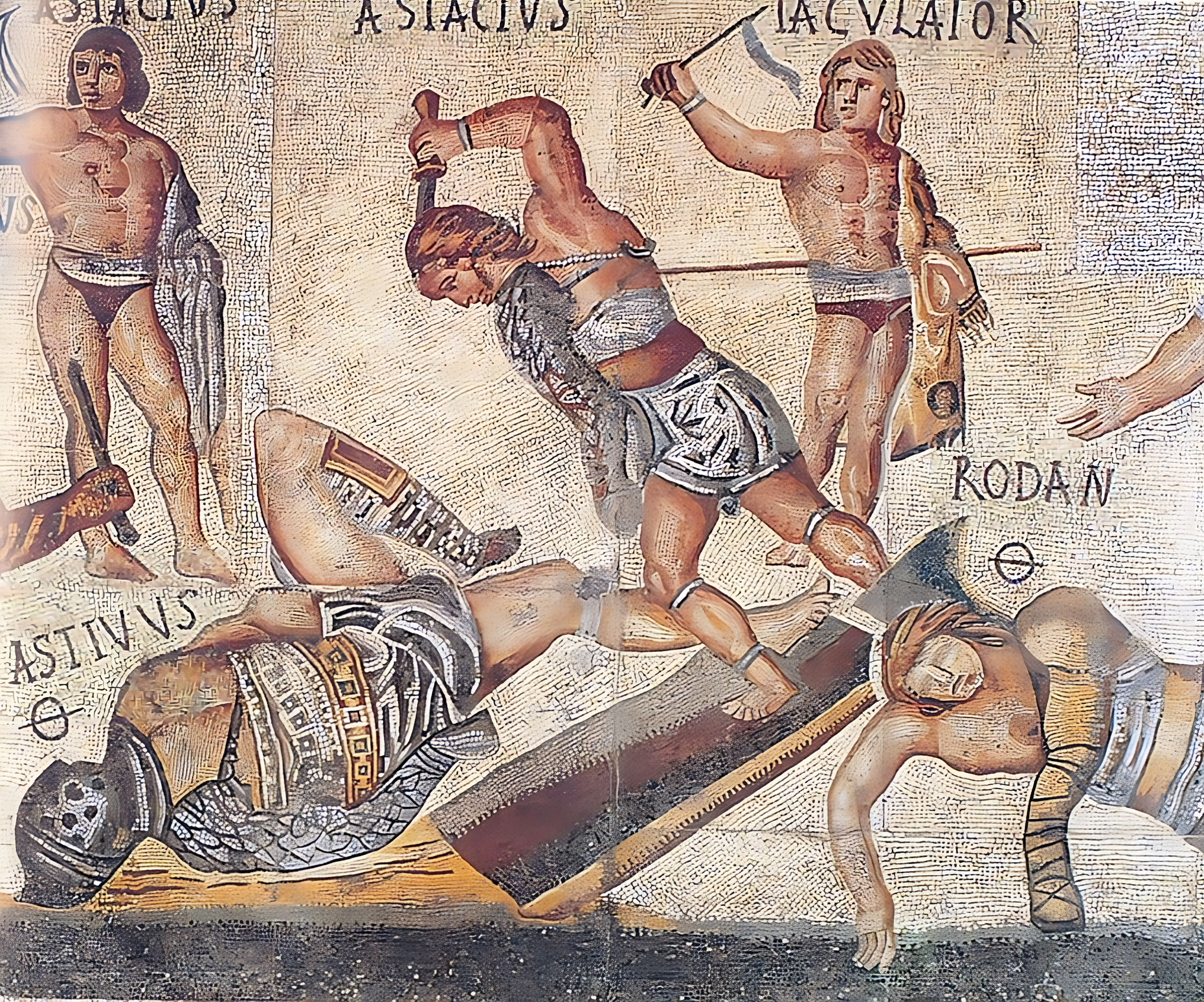
θ (θάνατος, muerte) en el mosaico Munera Gladiatoria de la Villa Borghese

En la antigüedad, tau se usaba como símbolo de vida o resurrección, mientras que la octava letra del alfabeto griego, theta, se consideraba el símbolo de la muerte.
Según Porfirio de Tiro, los egipcios usaban una X dentro de un círculo como símbolo del alma; que teniendo un valor de nueve, se usó como símbolo de Enéada. Juan Lido dice que los egipcios usaron un símbolo para el Cosmos en forma de theta, con un círculo de fuego que representa el mundo, y una serpiente en el medio que representa el Agathos Daimon (literalmente: buen espíritu).
Los egipcios también usaban el símbolo de un punto dentro de un círculo (, el disco solar) para representar al sol, lo que podría ser un posible origen de su uso como glifo astrológico del Sol. Vale la pena señalar que θῆτα ( theta) tiene el mismo valor numérico en isosefía que Ηλιος (Helios): 318.

### Abreviatura
En la Atenas clásica, se usaba como abreviatura del griego θάνατος ( thanatos, "muerte"). Un posibilidad que pudo haber influido es como se asemeja vagamente a una calavera, de la misma manera que el cráneo y las tibias cruzadas se usan en tiempos modernos. Sobrevive en los óstracos usados por los atenienses al votar por la pena de muerte. Petrus de Dacia, en un documento de 1291, relata la idea de que la theta se usaba para marcar a fuego a los criminales como cifras vacías (0), y que el mástil del marcado se sujetaba en la barra transversal que cruzaba el círculo. Por esta razón, a veces se evitaba el uso del número theta cuando se consideraba que la connotación era desafortunada: las marcas de ceca de algunas monedas del Imperio Romano tardío tienen la famosa suma ΔΕ o ΕΔ (delta y épsilon, es decir 4 y 5), eufemismo donde se esperaría una theta (9).

### Ciencia
La letra minúscula θ se usa como símbolo:
- En matemática y a veces en física suele representar un ángulo.
- En fonética sirve para la transcripción de un sonido consonántico, fricativo, dental, sordo; como el del español (no seseante) "zapato" [θä.'pä.to̞].

La letra mayúscula Θ se usa como símbolo :
- En estadística para representar un modelo media móvil estacional, MA(Q).
- En informática para expresar la cota ajustada asintótica en complejidad de análisis de algoritmos.

## Unicode
La forma cursiva ϑ aparece en Unicode como U+03D1, diferente de la theta minúscula U+03B8 θ. Para el propósito de escribir texto griego, los dos pueden ser variantes de fuente de un solo carácter, pero θ y ϑ también se usan como símbolos distintos en contextos técnicos y matemáticos.
- Griego

| Carácter      | Θ                          | Θ                          | θ                        | θ                        | ϑ                  | ϑ                  | ϴ                          | ϴ                          | ᶿ                           | ᶿ                           |
| ------------- | -------------------------- | -------------------------- | ------------------------ | ------------------------ | ------------------ | ------------------ | -------------------------- | -------------------------- | --------------------------- | --------------------------- |
| Unicode       | GREEK CAPITAL LETTER THETA | GREEK CAPITAL LETTER THETA | GREEK SMALL LETTER THETA | GREEK SMALL LETTER THETA | GREEK THETA SYMBOL | GREEK THETA SYMBOL | GREEK CAPITAL THETA SYMBOL | GREEK CAPITAL THETA SYMBOL | MODIFIER LETTER SMALL THETA | MODIFIER LETTER SMALL THETA |
| Codificación  | decimal                    | hex                        | decimal                  | hex                      | decimal            | hex                | decimal                    | hex                        | decimal                     | hex                         |
| Unicode       | 920                        | U+0398                     | 952                      | U+03B8                   | 977                | U+03D1             | 1012                       | U+03F4                     | 7615                        | U+1DBF                      |
| UTF-8         | 206 152                    | CE 98                      | 206 184                  | CE B8                    | 207 145            | CF 91              | 207 180                    | CF B4                      | 225 182 191                 | E1 B6 BF                    |
| Ref. numérica | &#920;                     | &#x398;                    | &#952;                   | &#x3B8;                  | &#977;             | &#x3D1;            | &#1012;                    | &#x3F4;                    | &#7615;                     | &#x1DBF;                    |
| Ref. entidad  | &Theta;                    | &Theta;                    | &theta;                  | &theta;                  | &thetasym;         | &thetasym;         |                            |                            |                             |                             |
| DOS Greek     | 135                        | 87                         | 159                      | 9F                       |                    |                    |                            |                            |                             |                             |
| DOS Greek-2   | 172                        | AC                         | 226                      | E2                       |                    |                    |                            |                            |                             |                             |
| Windows 1253  | 200                        | C8                         | 232                      | E8                       |                    |                    |                            |                            |                             |                             |
| TeX           | \Theta                     | \Theta                     | \theta                   | \theta                   | \vartheta          | \vartheta          |                            |                            |                             |                             |

- Copto

| Carácter      | Ⲑ                            | Ⲑ                            | ⲑ                          | ⲑ                          |
| ------------- | ---------------------------- | ---------------------------- | -------------------------- | -------------------------- |
| Unicode       | COPTIC CAPITAL LETTER THETHE | COPTIC CAPITAL LETTER THETHE | COPTIC SMALL LETTER THETHE | COPTIC SMALL LETTER THETHE |
| Codificación  | decimal                      | hex                          | decimal                    | hex                        |
| Unicode       | 11408                        | U+2C90                       | 11409                      | U+2C91                     |
| UTF-8         | 226 178 144                  | E2 B2 90                     | 226 178 145                | E2 B2 91                   |
| Ref. numérica | &#11408;                     | &#x2C90;                     | &#11409;                   | &#x2C91;                   |

- Cirílico

| Carácter      | Ѳ                            | Ѳ                            | ѳ                          | ѳ                          |
| ------------- | ---------------------------- | ---------------------------- | -------------------------- | -------------------------- |
| Unicode       | CYRILLIC CAPITAL LETTER FITA | CYRILLIC CAPITAL LETTER FITA | CYRILLIC SMALL LETTER FITA | CYRILLIC SMALL LETTER FITA |
| Codificación  | decimal                      | hex                          | decimal                    | hex                        |
| Unicode       | 1138                         | U+0472                       | 1139                       | U+0473                     |
| UTF-8         | 209 178                      | D1 B2                        | 209 179                    | D1 B3                      |
| Ref. numérica | &#1138;                      | &#x472;                      | &#1139;                    | &#x473;                    |

- Matemáticas

| Carácter      | 𝚯                               | 𝚯                               | 𝛉                             | 𝛉                             | 𝚹                                      | 𝚹                                      | 𝛝                              | 𝛝                              |
| ------------- | ------------------------------- | ------------------------------- | ----------------------------- | ----------------------------- | -------------------------------------- | -------------------------------------- | ------------------------------ | ------------------------------ |
| Unicode       | MATHEMATICAL BOLD CAPITAL THETA | MATHEMATICAL BOLD CAPITAL THETA | MATHEMATICAL BOLD SMALL THETA | MATHEMATICAL BOLD SMALL THETA | MATHEMATICAL BOLD CAPITAL THETA SYMBOL | MATHEMATICAL BOLD CAPITAL THETA SYMBOL | MATHEMATICAL BOLD THETA SYMBOL | MATHEMATICAL BOLD THETA SYMBOL |
| Codificación  | decimal                         | hex                             | decimal                       | hex                           | decimal                                | hex                                    | decimal                        | hex                            |
| Unicode       | 120495                          | U+1D6AF                         | 120521                        | U+1D6C9                       | 120505                                 | U+1D6B9                                | 120541                         | U+1D6DD                        |
| UTF-8         | 240 157 154 175                 | F0 9D 9A AF                     | 240 157 155 137               | F0 9D 9B 89                   | 240 157 154 185                        | F0 9D 9A B9                            | 240 157 155 157                | F0 9D 9B 9D                    |
| Ref. numérica | &#120495;                       | &#x1D6AF;                       | &#120521;                     | &#x1D6C9;                     | &#120505;                              | &#x1D6B9;                              | &#120541;                      | &#x1D6DD;                      |

| Carácter      | 𝛩                                 | 𝛩                                 | 𝜃                               | 𝜃                               | 𝛳                                        | 𝛳                                        | 𝜗                                | 𝜗                                |
| ------------- | --------------------------------- | --------------------------------- | ------------------------------- | ------------------------------- | ---------------------------------------- | ---------------------------------------- | -------------------------------- | -------------------------------- |
| Unicode       | MATHEMATICAL ITALIC CAPITAL THETA | MATHEMATICAL ITALIC CAPITAL THETA | MATHEMATICAL ITALIC SMALL THETA | MATHEMATICAL ITALIC SMALL THETA | MATHEMATICAL ITALIC CAPITAL THETA SYMBOL | MATHEMATICAL ITALIC CAPITAL THETA SYMBOL | MATHEMATICAL ITALIC THETA SYMBOL | MATHEMATICAL ITALIC THETA SYMBOL |
| Codificación  | decimal                           | hex                               | decimal                         | hex                             | decimal                                  | hex                                      | decimal                          | hex                              |
| Unicode       | 120553                            | U+1D6E9                           | 120579                          | U+1D703                         | 120563                                   | U+1D6F3                                  | 120599                           | U+1D717                          |
| UTF-8         | 240 157 155 169                   | F0 9D 9B A9                       | 240 157 156 131                 | F0 9D 9C 83                     | 240 157 155 179                          | F0 9D 9B B3                              | 240 157 156 151                  | F0 9D 9C 97                      |
| Ref. numérica | &#120553;                         | &#x1D6E9;                         | &#120579;                       | &#x1D703;                       | &#120563;                                | &#x1D6F3;                                | &#120599;                        | &#x1D717;                        |

| Carácter      | 𝜣                                      | 𝜣                                      | 𝜽                                    | 𝜽                                    | 𝜭                                             | 𝜭                                             | 𝝑                                             | 𝝑                                             |
| ------------- | -------------------------------------- | -------------------------------------- | ------------------------------------ | ------------------------------------ | --------------------------------------------- | --------------------------------------------- | --------------------------------------------- | --------------------------------------------- |
| Unicode       | MATHEMATICAL BOLD ITALIC CAPITAL THETA | MATHEMATICAL BOLD ITALIC CAPITAL THETA | MATHEMATICAL BOLD ITALIC SMALL THETA | MATHEMATICAL BOLD ITALIC SMALL THETA | MATHEMATICAL BOLD ITALIC CAPITAL THETA SYMBOL | MATHEMATICAL BOLD ITALIC CAPITAL THETA SYMBOL | MATHEMATICAL BOLD ITALIC CAPITAL THETA SYMBOL | MATHEMATICAL BOLD ITALIC CAPITAL THETA SYMBOL |
| Codificación  | decimal                                | hex                                    | decimal                              | hex                                  | decimal                                       | hex                                           | decimal                                       | hex                                           |
| Unicode       | 120611                                 | U+1D723                                | 120637                               | U+1D73D                              | 120621                                        | U+1D72D                                       | 120657                                        | U+1D751                                       |
| UTF-8         | 240 157 156 163                        | F0 9D 9C A3                            | 240 157 156 189                      | F0 9D 9C BD                          | 240 157 156 173                               | F0 9D 9C AD                                   | 240 157 157 145                               | F0 9D 9D 91                                   |
| Ref. numérica | &#120611;                              | &#x1D723;                              | &#120637;                            | &#x1D73D;                            | &#120621;                                     | &#x1D72D;                                     | &#120657;                                     | &#x1D751;                                     |

| Carácter      | 𝝝                                          | 𝝝                                          | 𝝷                                        | 𝝷                                        | 𝚹                                                 | 𝚹                                                 | 𝞋                                         | 𝞋                                         |
| ------------- | ------------------------------------------ | ------------------------------------------ | ---------------------------------------- | ---------------------------------------- | ------------------------------------------------- | ------------------------------------------------- | ----------------------------------------- | ----------------------------------------- |
| Unicode       | MATHEMATICAL SANS-SERIF BOLD CAPITAL THETA | MATHEMATICAL SANS-SERIF BOLD CAPITAL THETA | MATHEMATICAL SANS-SERIF BOLD SMALL THETA | MATHEMATICAL SANS-SERIF BOLD SMALL THETA | MATHEMATICAL SANS-SERIF BOLD CAPITAL THETA SYMBOL | MATHEMATICAL SANS-SERIF BOLD CAPITAL THETA SYMBOL | MATHEMATICAL SANS-SERIF BOLD THETA SYMBOL | MATHEMATICAL SANS-SERIF BOLD THETA SYMBOL |
| Codificación  | decimal                                    | hex                                        | decimal                                  | hex                                      | decimal                                           | hex                                               | decimal                                   | hex                                       |
| Unicode       | 120669                                     | U+1D75D                                    | 120695                                   | U+1D777                                  | 120505                                            | U+1D6B9                                           | 120715                                    | U+1D78B                                   |
| UTF-8         | 240 157 157 157                            | F0 9D 9D 9D                                | 240 157 157 183                          | F0 9D 9D B7                              | 240 157 154 185                                   | F0 9D 9A B9                                       | 240 157 158 139                           | F0 9D 9E 8B                               |
| Ref. numérica | &#120669;                                  | &#x1D75D;                                  | &#120695;                                | &#x1D777;                                | &#120505;                                         | &#x1D6B9;                                         | &#120715;                                 | &#x1D78B;                                 |

| Carácter      | 𝞗                                                 | 𝞗                                                 | 𝞱                                               | 𝞱                                               | 𝜭                                                        | 𝜭                                                        | 𝟅                                                | 𝟅                                                |
| ------------- | ------------------------------------------------- | ------------------------------------------------- | ----------------------------------------------- | ----------------------------------------------- | -------------------------------------------------------- | -------------------------------------------------------- | ------------------------------------------------ | ------------------------------------------------ |
| Unicode       | MATHEMATICAL SANS-SERIF BOLD ITALIC CAPITAL THETA | MATHEMATICAL SANS-SERIF BOLD ITALIC CAPITAL THETA | MATHEMATICAL SANS-SERIF BOLD ITALIC SMALL THETA | MATHEMATICAL SANS-SERIF BOLD ITALIC SMALL THETA | MATHEMATICAL SANS-SERIF BOLD ITALIC CAPITAL THETA SYMBOL | MATHEMATICAL SANS-SERIF BOLD ITALIC CAPITAL THETA SYMBOL | MATHEMATICAL SANS-SERIF BOLD ITALIC THETA SYMBOL | MATHEMATICAL SANS-SERIF BOLD ITALIC THETA SYMBOL |
| Codificación  | decimal                                           | hex                                               | decimal                                         | hex                                             | decimal                                                  | hex                                                      | decimal                                          | hex                                              |
| Unicode       | 120727                                            | U+1D797                                           | 120753                                          | U+1D7B1                                         | 120621                                                   | U+1D72D                                                  | 120773                                           | U+1D7C5                                          |
| UTF-8         | 240 157 158 151                                   | F0 9D 9E 97                                       | 240 157 158 177                                 | F0 9D 9E B1                                     | 240 157 156 173                                          | F0 9D 9C AD                                              | 240 157 159 133                                  | F0 9D 9F 85                                      |
| Ref. numérica | &#120727;                                         | &#x1D797;                                         | &#120753;                                       | &#x1D7B1;                                       | &#120621;                                                | &#x1D72D;                                                | &#120773;                                        | &#x1D7C5;                                        |